# Novaloukoml
Novaloukoml (en biélorusse : Новалукомль ; alphabet łacinka : Novaloukoml') ou Novoloukoml (en russe : Новолукомль ; en polonais : Nowołukoml) est une ville de la voblast de Vitebsk, en Biélorussie. Sa population s'élevait à 13 072 habitants en 2017.

## Géographie
Novaloukoml se trouve sur la rive orientale du lac Loukoml, à 21 km au sud de Tchachniki, centre administratif de raïon, à 88 km au sud-ouest de Vitebsk, la capitale administrative de la voblast, et à 134 km au nord-est de Minsk, la capitale de la Biélorussie.

## Histoire
La première mention de la localité remonte à 1463 ; c'était alors un camp de la république des Deux Nations (Pologne-Lituanie). Il fut intégré à l'Empire russe au XVIIIe siècle. La ville moderne a été fondée en 1964 en liaison avec la construction de la centrale thermique de Novoloukoml, d'une puissance de 2 400 MW. Le village accéda au statut de commune urbaine en 1965, puis au statut de ville en 1970.

## Population
Recensements (*) ou estimations de la population  :
| 1970* | 1979*  | 1989*  | 1999*  | 2009*  |
| ----- | ------ | ------ | ------ | ------ |
| 6 477 | 11 466 | 13 763 | 15 100 | 13 945 |

| 2013   | 2014   | 2015   | 2016   | 2017   |
| ------ | ------ | ------ | ------ | ------ |
| 13 141 | 13 088 | 13 073 | 13 039 | 13 072 |